# 胡振聲
胡振聲(1746年—1804年)，諡武壯，中國清朝武官官員，福建同安人。廣東提督胡貴之子。
行伍出身，历任千總。乾隆五十三年，署福建水師提標左營守備，出兵台湾。同年授福建海壇鎮標左營守備。乾隆五十七年，任福建水師提標中營守備。乾隆五十八年，任閩安協標中軍左營都司。乾隆五十九年，任海壇鎮標左營遊擊。嘉庆二年，护澎湖協水師副將。嘉庆三年，任浙江玉環營參將。嘉庆四年，任廣東龍門協副將、浙江溫州鎮總兵。嘉庆五年，任浙江溫州鎮總兵。嘉庆九年，运舟材到福建时遇到渔民义军身亡。谥武壮，予骑都尉兼云骑尉世职。
有子胡廷恩。